# Mary Philbin
Mary Philbin née le 16 juillet 1902 à Chicago, Illinois, et morte le 7 mai 1993, à Huntington Beach, Californie, est une actrice américaine du cinéma muet.

## Biographie

### Origines familiales
Mary Philbin est née le 16 juillet 1902 à Chicago, dans une famille irlando-américaine de classe moyenne et catholique. Fille unique (prénommée Mary comme sa mère), son père John Philbin, était natif de Ballinrobe dans le Comté de Mayo en Irlande et avait émigré en Amérique en 1900.

### Carrière
Mary Philbin commence sa carrière d'actrice après avoir remporté un concours de beauté parrainé par Universal Pictures à Chicago. Une fois installée en Californie, Erich von Stroheim lui fait signer un contrat avec Universal, parlant d'elle comme d'un "super bijou universel".
Elle fait ses débuts à l'écran en 1921 et l'année suivante, elle est honorée lors des premiers prix des WAMPAS Baby Stars , une cérémonie à vocation publicitaire parrainée par la Western Association of Motion Picture Advertisers aux États-Unis, qui valorisait chaque année les jeunes femmes dont elle pensait qu'elles étaient potentiellement au seuil de la célébrité cinématographique.
Au cours des années 1920, Philbin joue dans un certain nombre de films de haut niveau, notamment dans le film de D. W. Griffith Jeunesse triomphante (Drums of Love) sorti en 1928 . L'année précédente, on avait pu la voir dans le film d'horreur Surrender. Cependant, son rôle le plus célèbre reste celui de Christine Daaé dans le film d'horreur Le Fantôme de l'Opéra sorti en 1925 . La présence éthérée à l'écran de Philbin a été notée dans une édition de 1924 de Motion Picture Classic, dans laquelle elle est qualifiée de "l'une des anomalies les plus étonnantes du cinéma". Pat O'Malley a dit un jour d'elle :" Si j'étais superstitieux, je penserais que l'esprit d'une grande tragédienne d'un lointain passé s'est glissé dans l'âme de Mary".
Mary Philbin a joué quelques rôles au début de l'ère du parlant et a notamment doublé sa propre voix lorsque Le Fantôme de l'Opéra a été sonorisé et réédité. Elle se retire de la profession en 1930 et consacre son temps à s'occuper de ses parents vieillissants.
Philbin a passé le reste de sa vie recluse après avoir quitté l'industrie cinématographique, vivant dans la même maison à Huntington Beach, en Californie. Elle ne s'est jamais mariée et a rarement fait des apparitions publiques. Une rare apparition publique de Philbin a eu lieu dans ses dernières années, à la création à Los Angeles de la comédie musicale The Phantom of the Opera de  Andrew Lloyd Webber.
Elle est décédée d'une pneumonie en 1993 à l'âge de 90 ans et a été enterrée au Calvary Cemetery à Los Angeles.

### Vie personnelle

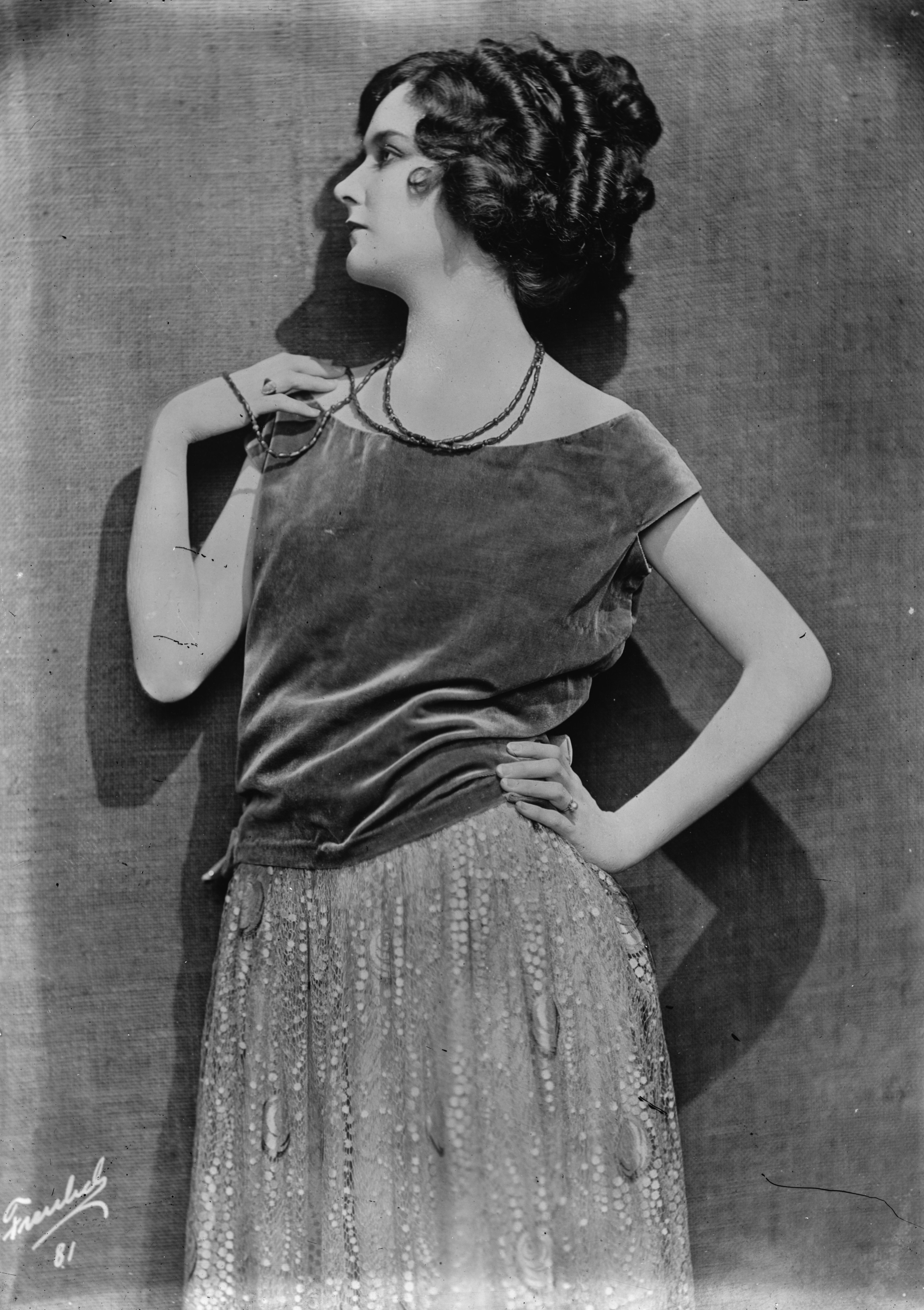
Mary Philbin en 1922

De 1923 à 1927, Philbin était en couple avec Paul Kohner . Ils avaient été présentés l'un à l'autre par Erich von Stroheim. Fiancés secrètement en 1926, ils ne se sont jamais mariés en raison de la désapprobation des parents de Philbin (Kohner était juif et la famille de Philbin catholique), et ils craignaient que Kohner essaie de la convertir au judaïsme. En 1929, la rumeur disait qu'ils étaient sur le point de se marier, mais cela n'est jamais arrivé. Pendant leur relation, Philbin a eu une liaison avec Guinn Williams.
Kohner a épousé l'actrice Lupita Tovar en 1932, tandis que Philbin ne s'est jamais mariée. À la mort de Kohner, il avait encore en sa possession des lettres d'amour que Philbin lui avait écrites. Elle avait également gardé les siennes,.

## Filmographie partielle
- 1921 : Red Courage de B. Reeves Eason
- 1922 : Le Cœur humain (Human Hearts) de King Baggot
- 1923 : Les Chevaux de bois (Merry-Go-Round) d'Erich von Stroheim (repris par Rupert Julian) : Agnes Urban
- 1923 : The Age of Desire de Frank Borzage : Margy à 18 ans
- 1924 : Les Parvenus (The Gaiety Girl) de King Baggot
- 1925 : Stella Maris de Charles Brabin
- 1925 : Le Fantôme de l'Opéra (The Phantom of the Opera) de Rupert Julian : Christine Daaé
- 1927 : Erik le mystérieux (The Last Performance) de Paul Fejos : Julie
- 1927 : Surrender d'Edward Sloman
- 1928 : L'Homme qui rit (The Man Who Laughs) de Paul Leni : Dea
- 1928 : Jeunesse triomphante (Drums of Love) de D. W. Griffith
- 1928 : L'Implacable Destin (Love Me and the World Is Mine) de Ewald André Dupont